# Polyschides portoricensis
Polyschides portoricensis är en blötdjursart som först beskrevs av Henderson 1920.  Polyschides portoricensis ingår i släktet Polyschides och familjen Gadilidae. Inga underarter finns listade i Catalogue of Life.